# لووميس (كاليفورنيا)
لووميس (بالإنجليزية: Loomis)‏ هي إحدى مدن مقاطعة بلاسير، كاليفورنيا. تم إعطاءها لقب مدينة في 17 ديسمبر، 1984.

## التركيبة السكانية
حدّد مكتب تعداد الولايات المتحدة بيانات التركيبة السكانية للووميس في تعداد الولايات المتحدة. في ما يلي، التركيبة السكانية حسب تعدادي 2000 و2010.

### تعداد عام 2000
بلغ عدد سكان لووميس 6,260 نسمة بحسب تعداد عام 2000، وبلغ عدد الأسر 2,206 أسرة وعدد العائلات 1,729 عائلة مقيمة في البلدة. في حين سجلت الكثافة السكانية 332.6 نسمة لكل كيلومتر مربع (861.4/ميل2). وبلغ عدد الوحدات السكنية 2,273 وحدة بمتوسط كثافة قدره 120.8 لكل كيلومتر مربع (312.9/ميل2).
وتوزع التركيب العرقي للبلدة بنسبة 89.06% من البيض و0.19% من الأمريكيين الأفارقة و0.96% من الأمريكيين الأصليين و3.23% من الأمريكيين ذوي الأصول الآسيوية و0.18% من سكان جزر المحيط الهادئ و2.01% من الأعراق الأخرى و4.38% من عرقين مختلطين أو أكثر و6.87% من الهسبانيون أو اللاتينيون من أي عرق.
بلغ عدد الأسر 2,206 أسرة كانت نسبة 43.1% منها لديها أطفال تحت سن الثامنة عشر تعيش معهم، وبلغت نسبة الأزواج القاطنين مع بعضهم البعض 62.3% من أصل المجموع الكلي للأسر، ونسبة 11.1% من الأسر كان لديها معيلات من الإناث دون وجود شريك،  بينما كانت نسبة 5% من الأسر لديها معيلون من الذكور دون وجود شريكة وكانت نسبة 21.6% من غير العائلات. تألفت نسبة 16.8% من أصل جميع الأسر من عدة أفراد يعيشون في نفس المنزل ونسبة 6.6% كانت تتألف من شخص يعيش بمفرده يبلغ من العمر 65 عاماً أو أكثر. وبلغ متوسط حجم الأسرة المعيشية 2.82، أما متوسط حجم العائلات فبلغ 3.17.
بلغ العمر الوسطي للسكان 38.4 عاماً. وكانت نسبة 28.6% من القاطنين تحت سن الثامنة عشر، وكانت نسبة 6.4% بين الثامنة عشر والرابعة والعشرين عاماً، ونسبة 27.5% كانت واقعةً في الفئة العمرية ما بين الخامسة والعشرين والرابعة والأربعين عاماً، ونسبة 25.4% كانت ما بين الخامسة والأربعين والرابعة والستين، ونسبة 11.4% كانت ضمن فئة الخامسة والستين عاماً فما فوق. يوجد لكل 100 أنثى 99.0 ذكر، ويوجد لكل 100 أنثى في الثامنة عشر من عمرها فما فوق 94.9 ذكر.
بلغ متوسط دخل الأسرة في البلدة 60,444 دولارًا، أما متوسط دخل العائلة فبلغ 64,837 دولارًا. وكان متوسط دخل الذكور 50,458 دولارًا مقابل 31,140 دولارًا للإناث. وسجل دخل الفرد الخاص بالبلدة 30,384 دولارًا. وكانت نسبة 2.5% من العائلات ونسبة 3.4% من السكان تحت خط الفقر، وكان من هؤلاء نسبة 3.4% تحت سن الثامنة عشر ونسبة 0.4% في الخامسة والستين من العمر وما فوق.

### تعداد عام 2010
بلغ عدد سكان لووميس 6,430 نسمة بحسب تعداد عام 2010، وبلغ عدد الأسر 2,356 أسرة وعدد العائلات 1,765 عائلة مقيمة في البلدة. في حين سجلت الكثافة السكانية 341.7 نسمة لكل كيلومتر مربع (885.0/ميل2). وبلغ عدد الوحدات السكنية 2,465 وحدة بمتوسط كثافة قدره 131 لكل كيلومتر مربع (339.3/ميل2).
وتوزع التركيب العرقي للبلدة بنسبة 89.16% من البيض و0.51% من الأمريكيين الأفارقة و1.15% من الأمريكيين الأصليين و2.63% من الأمريكيين ذوي الأصول الآسيوية و0.19% من سكان جزر المحيط الهادئ و2.32% من الأعراق الأخرى و4.04% من عرقين مختلطين أو أكثر و8.83% من الهسبانيون أو اللاتينيون من أي عرق.
بلغ عدد الأسر 2,356 أسرة كانت نسبة 35.3% منها لديها أطفال تحت سن الثامنة عشر تعيش معهم، وبلغت نسبة الأزواج القاطنين مع بعضهم البعض 57.8% من أصل المجموع الكلي للأسر، ونسبة 11.3% من الأسر كان لديها معيلات من الإناث دون وجود شريك،  بينما كانت نسبة 5.9% من الأسر لديها معيلون من الذكور دون وجود شريكة وكانت نسبة 25.1% من غير العائلات. تألفت نسبة 19.2% من أصل جميع الأسر من عدة أفراد يعيشون في نفس المنزل ونسبة 8.2% كانت تتألف من شخص يعيش بمفرده يبلغ من العمر 65 عاماً أو أكثر. وبلغ متوسط حجم الأسرة المعيشية 2.72، أما متوسط حجم العائلات فبلغ 3.10.
بلغ العمر الوسطي للسكان 42.1 عاماً. وكانت نسبة 24.7% من القاطنين تحت سن الثامنة عشر، وكانت نسبة 7.9% بين الثامنة عشر والرابعة والعشرين عاماً، ونسبة 21.4% كانت واقعةً في الفئة العمرية ما بين الخامسة والعشرين والرابعة والأربعين عاماً، ونسبة 33% كانت ما بين الخامسة والأربعين والرابعة والستين، ونسبة 13% كانت ضمن فئة الخامسة والستين عاماً فما فوق. وتوزع التركيب الجنسي للسكان بنسبة 49.4% ذكور و50.6% إناث.

## المناخ
يظهر الجدول التالي التغييرات المناخية على مدار السنة للووميس:
| البيانات المناخية لـلووميس                                                             | البيانات المناخية لـلووميس | البيانات المناخية لـلووميس | البيانات المناخية لـلووميس | البيانات المناخية لـلووميس | البيانات المناخية لـلووميس | البيانات المناخية لـلووميس | البيانات المناخية لـلووميس | البيانات المناخية لـلووميس | البيانات المناخية لـلووميس | البيانات المناخية لـلووميس | البيانات المناخية لـلووميس | البيانات المناخية لـلووميس | البيانات المناخية لـلووميس |
| الشهر                                                                                  | يناير                      | فبراير                     | مارس                       | أبريل                      | مايو                       | يونيو                      | يوليو                      | أغسطس                      | سبتمبر                     | أكتوبر                     | نوفمبر                     | ديسمبر                     | المعدل السنوي              |
| -------------------------------------------------------------------------------------- | -------------------------- | -------------------------- | -------------------------- | -------------------------- | -------------------------- | -------------------------- | -------------------------- | -------------------------- | -------------------------- | -------------------------- | -------------------------- | -------------------------- | -------------------------- |
| الدرجة القصوى °ف (°م)                                                                  | 75 (24)                    | 78 (26)                    | 86 (30)                    | 98 (37)                    | 107 (42)                   | 110 (43)                   | 115 (46)                   | 110 (43)                   | 111 (44)                   | 102 (39)                   | 87 (31)                    | 76 (24)                    | 115 (46)                   |
| متوسط درجة الحرارة الكبرى °ف (°م)                                                      | 53 (12)                    | 60 (16)                    | 64 (18)                    | 71 (22)                    | 80 (27)                    | 88 (31)                    | 94 (34)                    | 92 (33)                    | 87 (31)                    | 77 (25)                    | 63 (17)                    | 54 (12)                    | 74 (23)                    |
| المتوسط اليومي °ف (°م)                                                                 | 46 (8)                     | 51 (11)                    | 54 (12)                    | 60 (16)                    | 66 (19)                    | 73 (23)                    | 78 (26)                    | 76 (24)                    | 73 (23)                    | 65 (18)                    | 54 (12)                    | 47 (8)                     | 62 (17)                    |
| متوسط درجة الحرارة الصغرى °ف (°م)                                                      | 39 (4)                     | 42 (6)                     | 44 (7)                     | 48 (9)                     | 53 (12)                    | 58 (14)                    | 61 (16)                    | 61 (16)                    | 58 (14)                    | 52 (11)                    | 44 (7)                     | 39 (4)                     | 50 (10)                    |
| أدنى درجة حرارة °ف (°م)                                                                | 21 (−6)                    | 23 (−5)                    | 27 (−3)                    | 33 (1)                     | 36 (2)                     | 43 (6)                     | 48 (9)                     | 46 (8)                     | 41 (5)                     | 31 (−1)                    | 27 (−3)                    | 16 (−9)                    | 16 (−9)                    |
| الهطول إنش (مم)                                                                        | 3.98 (101)                 | 3.46 (88)                  | 3.07 (78)                  | 1.58 (40)                  | 0.58 (15)                  | 0.12 (3.0)                 | 0.04 (1.0)                 | 0.06 (1.5)                 | 0.35 (8.9)                 | 1.08 (27)                  | 2.80 (71)                  | 3.33 (85)                  | 20.45 (519.4)              |
| المصدر: http://www.myforecast.com/bin/climate.m?city=11897&zip_code=95648&metric=false |                            |                            |                            |                            |                            |                            |                            |                            |                            |                            |                            |                            |                            |

## أعلام
- ريد ستايسي
- تومي تومسون